# ハクサンボク
ハクサンボク（白山木、堅莢樹、学名：Viburnum japonicum）はレンプクソウ科（旧分類ではスイカズラ科）ガマズミ属の常緑小高木。日本全域でみることが可能。とくに浜離宮恩賜庭園でみる事ができる。

## 特徴
開花時期は、 4月〜4月末頃。葉は大きく、ガマズミと異なり光沢がある。冬に紅葉する。花は白くて小さい。秋に赤い実がなる。果実は食べることができ、秋の頃は酸味があるが、冬に向け甘くなる。

## ギャラリー

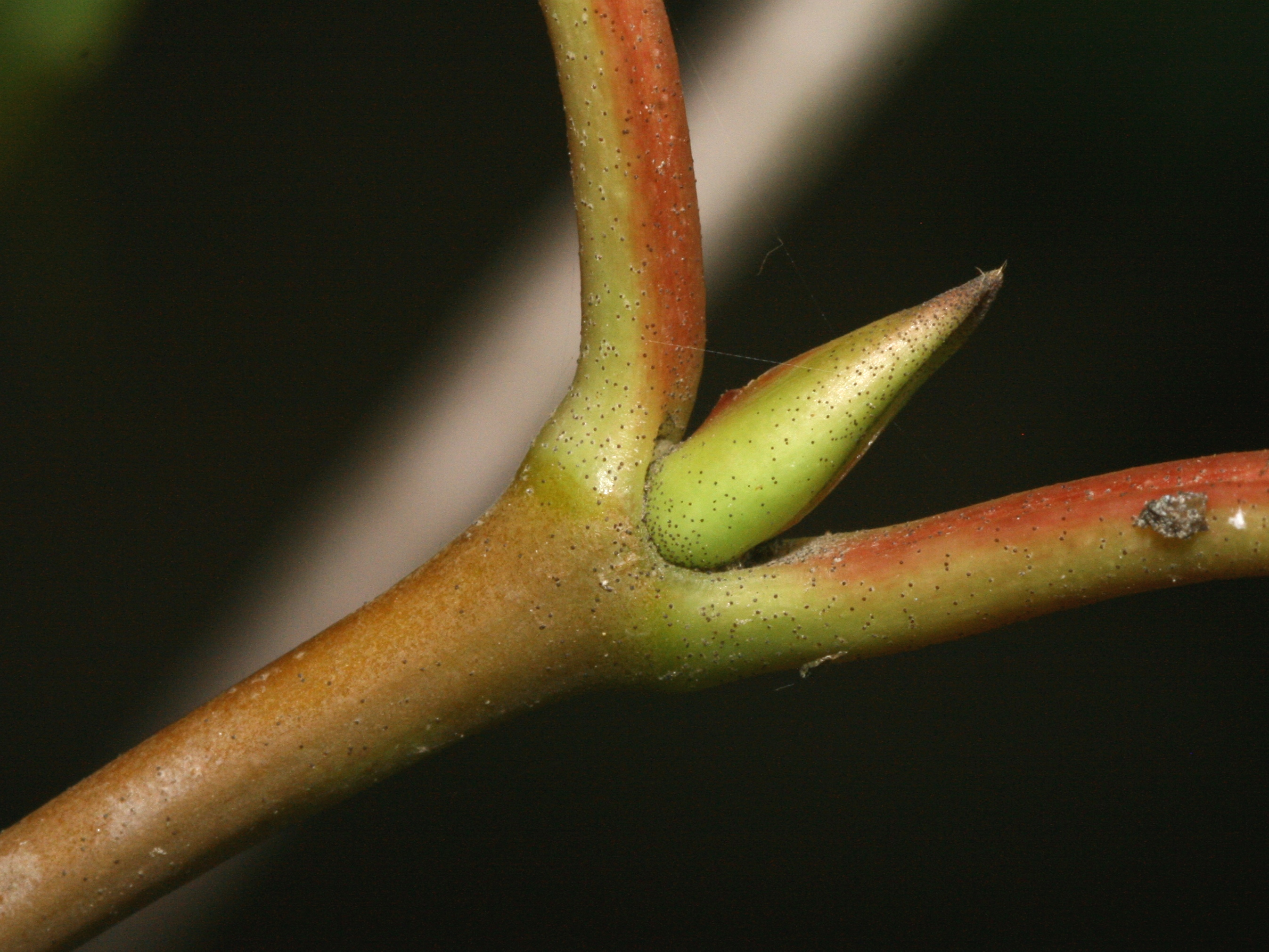
木の芽
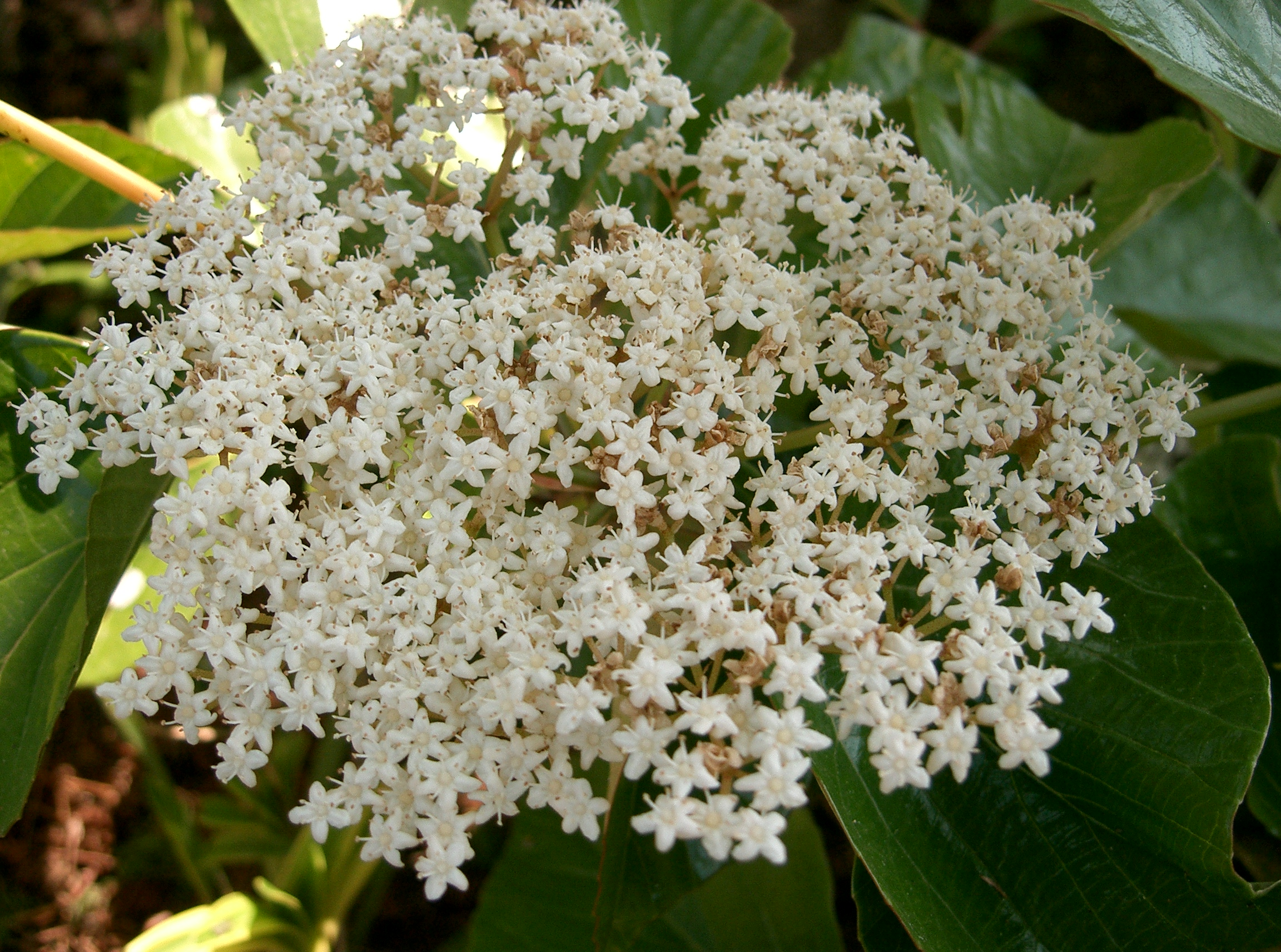
花
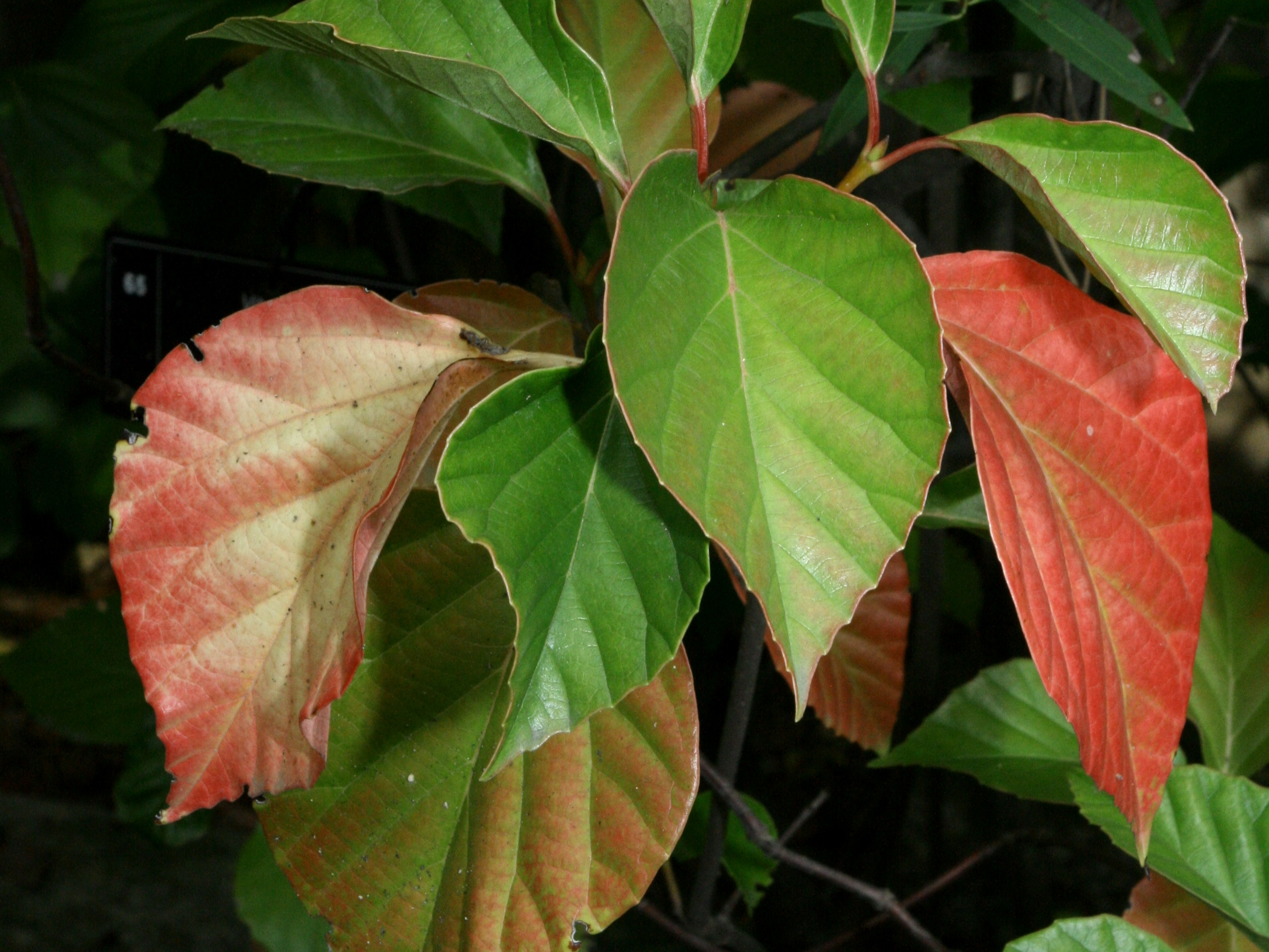
葉